# London Prize Ring Rules
Le London Prize Ring Rules sono le regole fondamentali da seguire durante gli incontri di pugilato. 

## Storia
Sviluppate da Jack Broughton e da altri pugili all'Anfiteatro di Tottenham Court dello stesso Borughton. Venne pubblicato per la prima volta il 16 agosto 1743. Dal 1748 furono utilizzate in tutti gli incontri validi per il titolo inglese,  successivamente in tutti gli incontri sul suolo americano e mondiale. Cadute in disuso nel 1888 quando si diffusero le nuove regole contenute nel codice della boxe scientifica del marchese del Queensbery. Si considera come l'ultimo incontro ufficiale in cui vennero utilizzate le sue regole quello tra John Lawrence Sullivan e Joe Kilrian disputato l'8 luglio 1889 a Richburg, località a sud di Hattiesburg, Mississippi.

## Le regole
- Un quadrato di una iarda di lato sia dipinto al centro del ring e venga ricalcato ad ogni caduta di un pugile. Ogni aiutante deve accompagnare il pugile all'interno del quadrato e porlo di fronte all'avversario. Affinché entrambi i pugili non sono entrati completamente nel quadrato non sarà permesso ad ognuno di colpire l'avversario.

- Dopo una caduta, qualora i secondi non riescano a riportare il pugile all'interno del quadrato in un tempo massimo di trenta secondi, il pugile sarà dichiarato sconfitto.

- Nessuna persona è ammessa all'interno del ring, ad eccezione dei pugili e dei secondi.

- Nessuno può essere dichiarato sconfitto fino a che non cada e non riesca a tornare entro la linea nel tempo previsto, oppure un suo secondo dichiari che il suo uomo non è in grado di proseguire l'incontro. I secondi non possono fare domande al pugile avversario o consigliarli di abbandonare la sfida.

- Alla fine dell'incontro, al vincitore siano consegnati due terzi del montepremi accumulato, che sarà diviso nel ring per evitare qualsiasi rischio di accordo.

- In ogni incontro i pugili scelgano tra il pubblico due arbitri, che avranno facoltà di prendere qualsiasi decisione su ogni disaccordo. Se i due arbitri non riusciranno a risolvere la controversia verrà scelto un terzo arbitro.

- Nessuno può colpire il pugile caduto a terra, o afferrarlo per la cosce, il sedere o per ogni parte del corpo al di sotto della cintura. Un pugile seduto sulle ginocchia è considerato a terra.